# Holly Dolly
Італійська компанія «Ipnotika» створила антропоморфну ослицю, яку назвали Holly Dolly (Холлі Доллі). Найвідоміша її пісня — Dolly Song. В цій пісні використана мелодія та уривки Ievan Polkka. Власне, у пісні використана лише «словесна окрошка» (на кшталт ролика «Як Цуп Цоп»). Озвучували її Luca Ontino, Barbara Tanzini, Valentina Dante та DJ Satomi.

## Дебют
Улітку 2006 року виходить перший її альбом «Pretty Donkey Girl». В альбом входила переспівна пісня Мадонни «La Isla Bonita» і також переспівана пісня «Don't Worry Be Happy» Боббі Макферріна. Деякі з треків на альбомі були заспівані акапельно.
У серпні 2006 року німецький провайдер рингтонів Jamba! почав продаж медіа-колекції, що базувалася на Холлі Доллі.

## Легенда
За легендою, розміщеною на сайті, Холлі Доллі — це осличка, яка прийшла в Берґамо. Вона хотіла стати відомою співачкою, але ніхто не вірив у її талант. Тоді вона зупинилась перед будівлями компанії Ipnotika, сіла на лавку і гірко заплакала. Раптом, до неї підлетіли чотири янголи-охоронці. Вони пообіцяли виконати її чотири заповітні бажання. Перший янгол зробив її найвідомішою співочою ослицею на світі. Другий навчив її танцювати. Третій пошив їй милий костюм. А четвертий написав найпопулярнішу пісню літа для неї.